# Chauri Chaura
Chauri Chaura és una població propera a Gorakhpur, Uttar Pradesh, Índia.

## Història
Chauri Chaura (Pargana: Haveli, Tehsil: Gorakhpur).
Chauri Chaura està situada a l'autopista estatal entre Gorakhpur i Deoria, (Uttar Pradesh) a 30,5 km de Gorakhpur. Té una estació de ferrocarril. Abans de l'abolició del zamindari, aquesta població estava governada per zamindars Sikh de Dumri (Gagaha).
Chauri Chaura es va fer famosa l'any 1922, quan els seus habitants van participar en el Moviment de no cooperació iniciat per Gandhi i va ser escenari del famós incident de Chauri Chaura, quan, després que la policia va disparar i matar diversos manifestants, un quarter de policia va ser incendiat per la multitud, matant a 22 policies al seu interior.